# بول لاكاميرا
بول جوزيف لاكاميرا (بالإنجليزية: Paul LaCamera) مواليد 4 سبتمبر 1963 هو جنرال أمريكي برتبة أربع نجوم وضابط مشاة [الإنجليزية] يعمل كقائد لقيادة الأمم المتحدة وقيادة القوات المشتركة بين جمهورية كوريا والولايات المتحدة [الإنجليزية] وقوات الولايات المتحدة في كوريا [الإنجليزية] منذ ذلك الحين في 2 يوليو 2021. خدم لاكاميرا مؤخرًا كقائد عام لجيش الولايات المتحدة في المحيط الهادئ [الإنجليزية] من 18 نوفمبر 2019 إلى 3 يونيو 2021. شغل سابقًا منصب القائد العام للفيلق الثامن عشر المحمول جوا [الإنجليزية].وتشمل مهامه الأخرى قيادة قوة المهام المشتركة – عملية العزم الصلب والقائد العام لفرقة المشاة الرابعة [الإنجليزية]. لاكاميرا من مواليد ويستوود، ماساتشوستس.تم ترشيحه ليحل محل الجنرال روبرت أبرامز كقائد تالي لقيادة الأمم المتحدة وقيادة القوات المشتركة بين جمهورية كوريا والولايات المتحدة [الإنجليزية] والقوات الأمريكية في كوريا [الإنجليزية] في 2 ديسمبر 2020، ولكن تمت إعادة ترشيحه إلى الرئيس في 3 يناير 2021، بدون عمل.أعيد ترشيحه في 27 أبريل 2021.